# Intel C++ Compiler
Intel C++ Compiler (também conhecido como ICC ou ICL) é um grupo de compiladores C e C++ da Intel Corporation, e que estão disponíveis para Linux, Microsoft Windows e Mac OS X.
A compilação é suportada para os processadores Intel IA-32, Intel 64, Itanium 2 e XScale. O compilador C++ para x86 e Intel 64 disponibiliza uma ferramenta de vetorização automática que pode gerar instruções SIMD SSE, SSE2 e SSE3, a variante para o MMX. Desde sua introdução, o ICC para IA-32 possui grande adoção de SSE2 para o desenvolvimento de aplicações Windows.
O ICC suporta tanto OpenMP quanto paralelização automática.